# Tautochondria dolichoura
Tautochondria dolichoura är en kräftdjursart som beskrevs av Ho 1987. Tautochondria dolichoura ingår i släktet Tautochondria och familjen Hyponeoidae. Inga underarter finns listade i Catalogue of Life.